# Ligne de tramway 1 (SNCV Groupe d'Hasselt)
La ligne 1 est une ancienne ligne de tramway du Groupe d'Hasselt de la Société nationale des chemins de fer vicinaux (SNCV) qui a fonctionné entre le 20 septembre 1936 et le 31 janvier 1958.

## Histoire
La ligne est mise en service sous l'indice 1 en traction électrique le 20 septembre 1936 entre la gare d'Hasselt et Genk où elle effectue une boucle.
Elle est supprimée le 31 janvier 1958 et remplacée par un autobus sous le même indice (tableau 1168),,.

## Exploitation

### Horaires
Tableaux horaires :
- 624 en 1950[4].